# Wielkie Księstwo Poznańskie

Herb wielki Księstwa

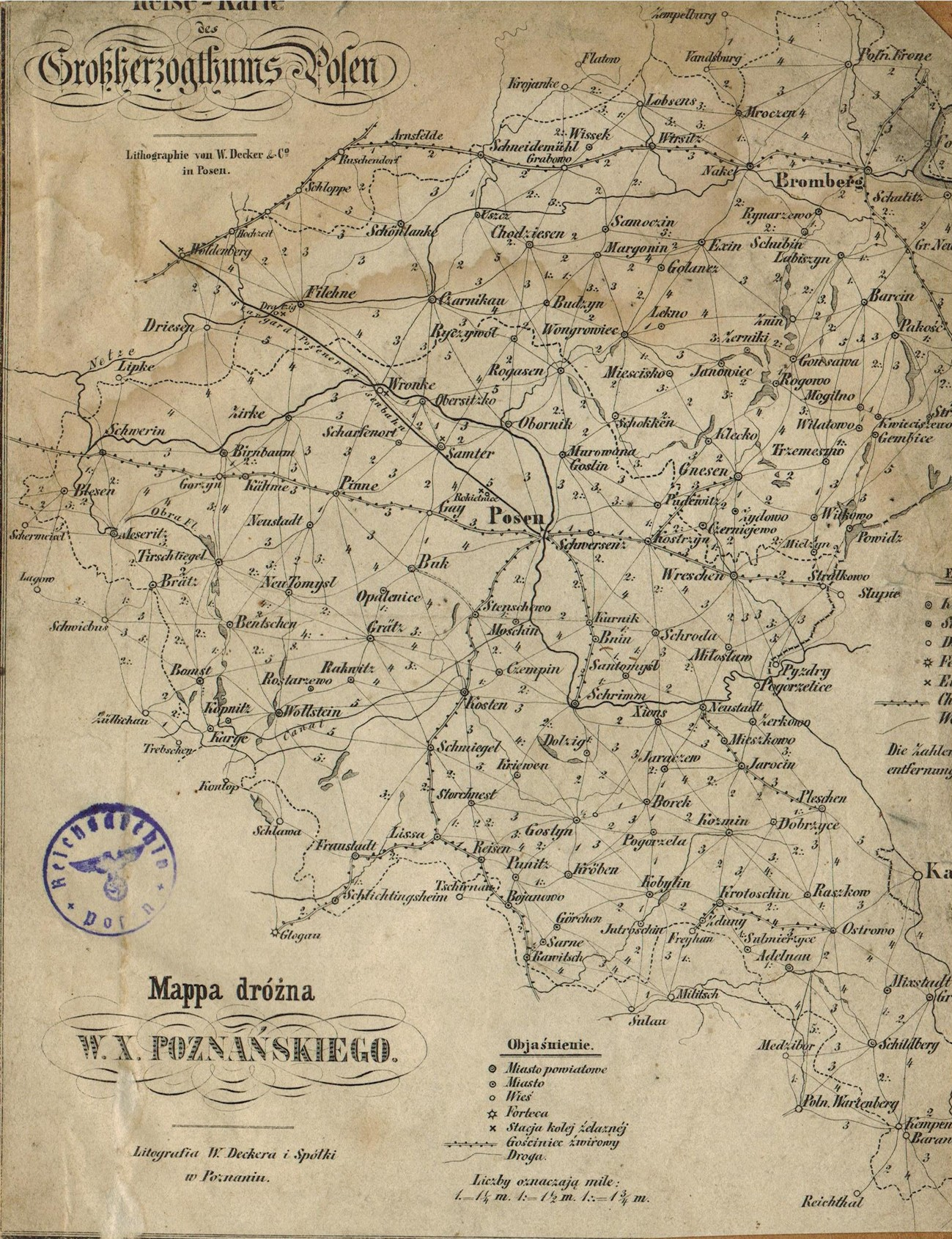
Mapa Wielkiego Księstwa Poznańskiego (miejsce przechowywania: Archiwum Państwowe w Poznaniu)

Wielkie Księstwo Poznańskie (niem. Grossherzogtum Posen, fr. Grand Duché de Posnanie) – autonomiczne księstwo, wchodzące w skład Prus (pozostające – z wyjątkiem lat 1848–1851 – obok Prus Zachodnich i Wschodnich, poza Związkiem Niemieckim), powstałe na mocy kongresu wiedeńskiego, mające w zamierzeniu mocarstw zaspokoić narodowe dążenia Polaków w związku z wyłączeniem, decyzją kongresu, Wielkopolski i  zachodniej części Kujaw z terytorium Księstwa Warszawskiego, z którego utworzono Królestwo Polskie, państwo konstytucyjne, związane jedynie unią personalną z Imperium Rosyjskim. Po powstaniu listopadowym w Królestwie Polskim, popartym przez Poznanian, autonomia Księstwa została ograniczona w 1831 r., a po powstaniach wielkopolskich z 1846 i 1848 – całkowicie zniesiona. Administracja pruska bez żadnego aktu prawnego zmieniła nazwę na Prowincja Poznańska (Provinz Posen), ale w użyciu społecznym nadal pozostawała nazwa Wielkie Księstwo Poznańskie (choć polskie elity polityczne również używały nowej nazwy). Nazwa ta pozostała w pełnej tytulaturze królów Prus, a następnie cesarzy niemieckich aż do abdykacji Wilhelma II.

## Wielcy książęta poznańscy
1. Fryderyk Wilhelm III Pruski – król Prus
2. Fryderyk Wilhelm IV Pruski – król Prus
3. Wilhelm I Pruski – cesarz niemiecki i król Prus
4. Fryderyk III Pruski – cesarz niemiecki i król Prus
5. Wilhelm II Pruski – cesarz niemiecki i Król Prus

## Terytorium i ludność
Obszar wielkiego księstwa obejmował zachodnią część podzielonego między Prusy i Rosję Księstwa Warszawskiego (z części wschodniej utworzono Królestwo Polskie), czyli Wielkopolskę bez jej wschodniej części oraz Kujawy. Obszar księstwa obejmował 28 951 km², siedzibą władz został Poznań. Częścią Księstwa Warszawskiego była także Ziemia chełmińska, ale ta znalazła się w Prusach bezpośrednio.
Wielkie Księstwo Poznańskie zamieszkiwało w 1815 około 779 tys. osób, a pierwszy urzędowy spis ludności w Księstwie z 1816 wykazał zwiększenie populacji do 820 176 osób, głównie Polaków, a także Niemców i Żydów.

### Podział administracyjny w latach 1819–1918
Utworzona w 1815 roku prowincja odziedziczyła podział na powiaty dokonany w 1796 roku w Prusach Południowych i zachowany z niewielkimi zmianami w czasach Księstwa Warszawskiego. Po kilku zmianach w latach 1815–1819 powstał trwały podział na rejencje i powiaty, który utrzymał się do reformy z 1887, kiedy zwiększono liczbę powiatów z 26 do 42. Podział z 1887 r. przetrwał do roku 1918.
(W tym czasie nazwy powiatów pisano wielką literą.)
- rejencja poznańska, Poznań – w 1819 roku 17 powiatów, od 1887 roku 28 powiatów, w tym 1 miejski
  - Powiat babimojski, Babimost
  - Powiat bukowski (1815–1887), Buk / (od 1848) Nowy Tomyśl[3]
  - Powiat gostyński, Gostyń – w 1887 wydzielony ze zlikwidowanego powiatu krobskiego
  - Powiat grodziski, Grodzisk Wielkopolski (pierwotnie powiat bukowski, w 1887 roku wydzielony jako osobny powiat[3])
  - Powiat jarociński, Jarocin – w 1887 wydzielony z powiatu pleszewskiego
  - Powiat kępiński, Kępno – w 1887 wydzielony z powiatu ostrzeszowskiego
  - Powiat kościański, Kościan
  - Powiat koźmiński, Koźmin – w 1887 wydzielony z powiatu krotoszyńskiego
  - Powiat krobski, Krobia – w 1887 zlikwidowany i podzielony na powiaty gostyński i rawicki
  - Powiat krotoszyński, Krotoszyn
  - Powiat leszczyński, Leszno – w 1887 wydzielony z powiatu wschowskiego
  - Powiat międzychodzki, Międzychód
  - Powiat międzyrzecki, Międzyrzecz
  - Powiat nowotomyski, Nowy Tomyśl – w 1887 wydzielony z powiatu bukowskiego[3]
  - Powiat obornicki, Oborniki Wielkopolskie
  - Powiat odolanowski, Ostrów Wielkopolski
  - Powiat ostrowski, Ostrów Wielkopolski – w 1887 wydzielony z powiatu odolanowskiego
  - Powiat ostrzeszowski, Ostrzeszów
  - Powiat pleszewski, Pleszew
  - Miasto Poznań – w 1887 wydzielone jako powiat miejski ze zlikwidowanego powiatu poznańskiego
  - Powiat poznański, Poznań – w 1887 zlikwidowany i podzielony na 3 powiaty: poznański wschodni, poznański zachodni i miejski powiat Poznań
  - Powiat poznański wschodni, Poznań – w 1887 wydzielony ze zlikwidowanego powiatu poznańskiego
  - Powiat poznański zachodni, Poznań – w 1887 wydzielony ze zlikwidowanego powiatu poznańskiego
  - Powiat rawicki, Rawicz – w 1887 wydzielony ze zlikwidowanego powiatu krobskiego
  - Powiat skwierzyński, Skwierzyna – w 1887 wydzielony z powiatu międzychodzkiego
  - Powiat szamotulski, Szamotuły
  - Powiat śmigielski, Śmigiel – w 1887 wydzielony z powiatu kościańskiego
  - Powiat śremski, Śrem
  - Powiat średzki, Środa Wielkopolska
  - Powiat wrzesiński, Września – w 1818 przekształcony z powiatu pyzdrskiego, Pyzdry
  - Powiat wschowski, Wschowa
- rejencja bydgoska, Bydgoszcz – w 1819 roku 9 powiatów, od 1887 roku 14 powiatów, w tym 1 miejski
  - Miasto Bydgoszcz – w 1887 wydzielone jako powiat miejski z powiatu bydgoskiego
  - Powiat bydgoski, Bydgoszcz
  - Powiat chodzieski, Chodzież
  - Powiat czarnkowski, Czarnków
  - Powiat gnieźnieński, Gniezno
  - Powiat inowrocławski, Inowrocław
  - Powiat mogilnicki, Mogilno
  - Powiat strzelneński, Strzelno – w 1887 wydzielony z powiatu inowrocławskiego
  - Powiat szubiński, Szubin
  - Powiat wągrowiecki, Wągrowiec
  - Powiat wieleński, Wieleń – w 1887 wydzielony z powiatu czarnkowskiego
  - Powiat witkowski, Witkowo – w 1887 wydzielony z powiatu gnieźnieńskiego
  - Powiat wyrzyski, Wyrzysk
  - Powiat żniński, Żnin – w 1887 wydzielony z powiatu szubińskiego oraz częściowo wągrowieckiego i mogileńskiego

## Ustrój
Władcą księstwa był król pruski, reprezentowany przez księcia-namiestnika (przez cały okres istnienia tego urzędu był nim Antoni Henryk Radziwiłł). Pełnił on przede wszystkim funkcje reprezentacyjne i honorowe. Nadzór nad administracją państwową sprawował mianowany przez rząd w Berlinie naczelny prezes księstwa. W 1824 powołano dodatkowo Sejm Wielkiego Księstwa Poznańskiego, który miał jednak jedynie charakter doradczy. Pierwsza sesja tego sejmu miała miejsce dnia 21 października 1827 roku, a ostatnia (siódma) – 9 lutego 1845 roku. Jego marszałkiem wybrany został ks. ordynat Antoni Sułkowski z Rydzyny. W jego skład wchodzili posłowie, wybrani przez właścicieli dóbr ziemskich (było ich 22), posłowie wybierani przez właścicieli dóbr miejskich (16) oraz posłowie wybierani pośrednio przez mieszkańców gmin wiejskich (8). Oprócz tego w skład sejmu wchodzili nieliczni członkowie dziedziczni.
Administracyjnie księstwo podzielono na rejencje poznańską i bydgoską, te zaś na 26 powiatów, w których władzę sprawowali landraci.

## Historia

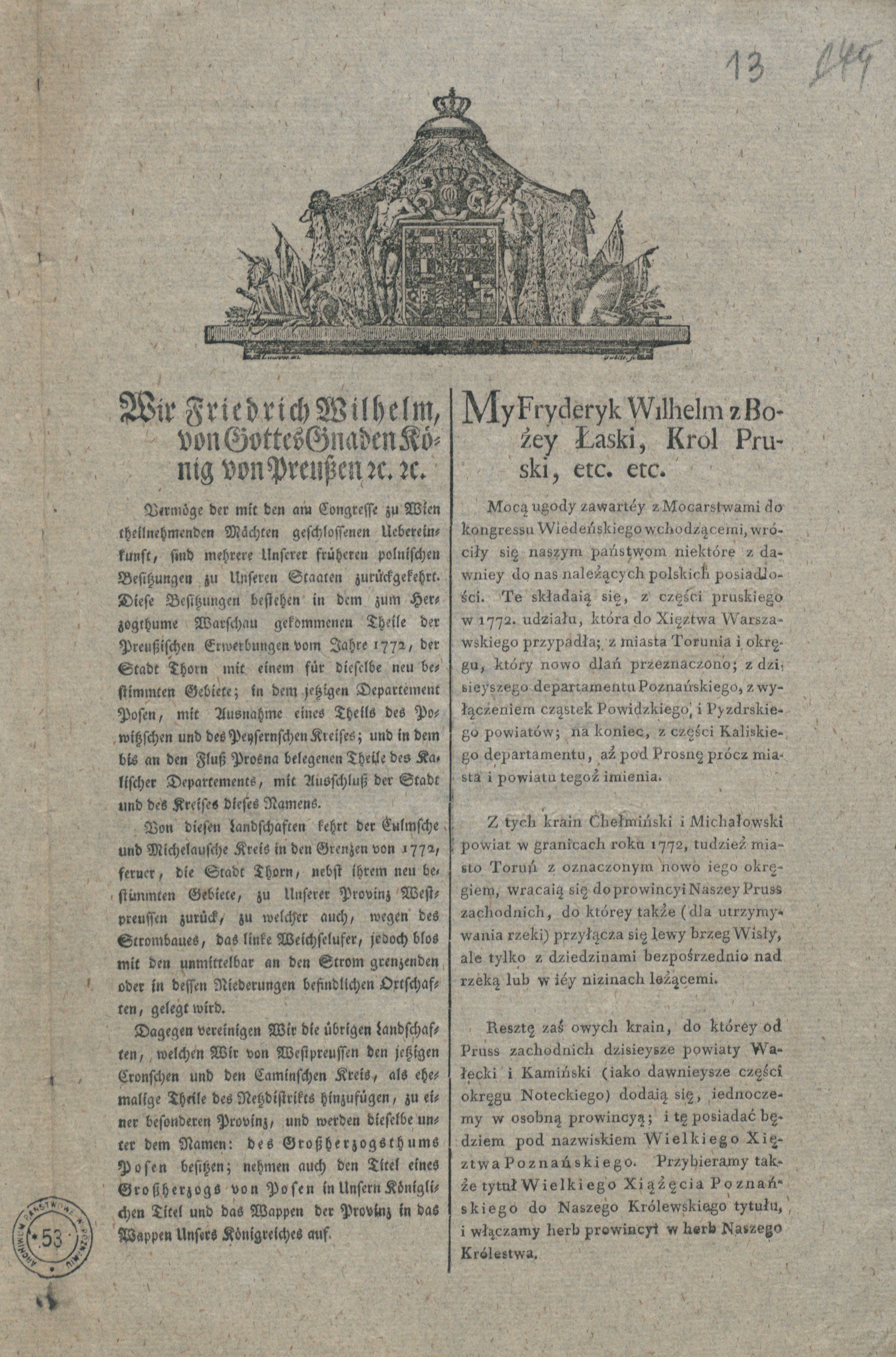
Fragment Patentu króla pruskiego Fryderyka Wilhelma III z 15 maja 1815 r. ustanawiający Wielkie Księstwo Poznańskie

Powstałe w wyniku realizacji artykułu 1 Umowy rosyjsko-pruskiej z 3 maja 1815 roku i potwierdzonego artykułem 2 Aktu Końcowego Kongresu wiedeńskiego z dnia 9 czerwca 1815 roku, oddzielającego ziemie zachodniej Wielkopolski i Kujaw od reszty Księstwa Warszawskiego i wcielone do Królestwa Prus Patentem króla Fryderyka Wilhelma III w dniu 15 maja 1815 roku. 3 sierpnia 1815 roku w Poznaniu odbyła się uroczystość złożenia królowi Prus hołdu przez mieszkańców nowo utworzonego księstwa wobec reprezentującego króla namiestnika – ks. Antoniego Henryka Radziwiłła. Pierwszym Naczelnym Prezesem administracji księstwa w latach 1815–1824 był Joseph von Zerboni di Sposetti. Deklarowana w 1815 dwujęzyczność księstwa miała, w zamierzeniu monarchy, zaspokoić narodowe aspiracje wielkopolskich Polaków. Nie była ona jednak nigdy ściśle respektowana, a ponowny proces germanizacji rozpoczął się od samego początku istnienia Księstwa. Poparcie przez społeczeństwo polskie powstania listopadowego dało Prusom pretekst do likwidacji autonomii Księstwa. W 1831 zlikwidowano urząd księcia-namiestnika, podporządkowując Wielkie Księstwo mianowanemu z Berlina prezesowi naczelnemu. Proces odgórnej germanizacji uległ wówczas nasileniu, osiągając apogeum po zjednoczeniu Niemiec w 1871 r.
Formalnie autonomia przestała istnieć w 1848 r., gdy Frankfurckie Zgromadzenie Narodowe przemianowało Wielkie Księstwo Poznańskie na Prowincję Poznańską (aczkolwiek nie miało do tego prawa). Natomiast Wielkie Księstwo jako twór polityczny zniknęło, gdy w konstytucji Prus z 5 grudnia 1848 nie znalazł się zapis o jego istnieniu.

## Polskie organizacje w Wielkim Księstwie Poznańskim
- Towarzystwo Naukowej Pomocy dla Młodzieży Wielkiego Księstwa Poznańskiego (TPN, zał. 1841), stypendia dla zdolnej, biednej młodzieży;
- Centralne Towarzystwo Gospodarcze dla Wielkiego Księstwa Poznańskiego (CTG, zał. 1861), promocja nowoczesnego rolnictwa;
- Towarzystwo Czytelni Ludowych (TLC, zał. 1880), polska oświata pośród ludu;
- Poznańskie Towarzystwo Przyjaciół Nauk (PTPN zał. 1857), promowanie nauki i sztuki;
- Związek Polskich Towarzystw Sportowych (ZPTS zał. 1913), rozwój sportu polskiego.